# Parapiptadenia
Genre
Parapiptadenia est un genre de plantes dicotylédones de la famille des Fabaceae, sous-famille des Mimosoideae, qui comprend six espèces acceptées. Ce sont des arbres ou arbustes originaires d'Amérique du Sud.

## Étymologie
Le nom générique, « Parapiptadenia », est formé du nom de genre « Piptadenia », avec le préfixe grec παρά (para), « auprès, proche », en référence à la proximité des deux genres

## Liste d'espèces
Selon The Plant List (25 novembre 2018) :
- Parapiptadenia blanchetii (Benth.) Vaz & M.P.Lima
- Parapiptadenia excelsa (Griseb.) Burkart
- Parapiptadenia ilheusana G.P.Lewis
- Parapiptadenia pterosperma (Benth.) Brenan
- Parapiptadenia rigida (Benth.) Brenan
- Parapiptadenia zehntneri (Harms) M.P.Lima & H.C.Lima